# Veszprémi ünnepi játékok
A Veszprémi ünnepi játékok 2004 augusztusától indult zenei rendezvénysorozat, melyet minden évben július utolsó hetében, vagy augusztus első hetében rendeznek meg a királynék városában.
Az indulásakor három napon át, majd hét napon át zajló zenei előadások fő színhelye a veszprémi vár barokk főterén felállított nagyszínpad. Háttere, természetes díszlete a püspöki palota barokk épülete, a Szentháromság-szobor, illetőleg a veszprémi főszékesegyház.
A rendezvény mindegyik napján más és más zenei karaktert képviselő előadás szerepel: opera, hangszeres gitármuzsika, dzsessz. Élőben ritkán hallott, világhírű előadók veszprémi fellépése jelenti a fő vonzóerőt.
A rendezvény évek során bővült egyéb színhelyeken zajló zenei műsorokkal. Így minden nap egy órában toronyzene hallható a veszprémi Tűztoronyból, s egyéb kamarazenei rendezvények is párhuzamosan folynak.

## 2004
Az augusztus 5-7-ig tartó fesztivál induló rendezvényén, a Szentháromság téren, kétezer néző akarta látni a nyitányon fellépő argentin operatenort, José Cura-t és a Nemzeti Filharmonikusokat dirigáló Kocsis Zoltánt.
Egyik nap Al Di Meola, az amerikai gitárművész adott estet, akit tizenháromszor választottak eddig a világ legjobb gitárosává. A mellettük fellépő magyar sztárok: a Berlinben élő Snétberger Ferenc gitárművész, vagy az „5 Lakatos”: Tony Lakatos, Roby Lakatos, Szakcsi Lakatos Béla, Christian Lakatos, Lakatos „Peczek” András erre az alkalomra összeállt együttese adott kuriozitást a fesztiválnak.

## 2005
Az augusztus 3-7-ig tartott második Veszprémi Ünnepi Játékokat az esőnapi színpadon, a Sportcsarnokban rendezték meg. Első napján Bobby McFerrin lépett fel, akit a Mendelssohn Kamarazenekar kísért, továbbá a gitárvirtuóz, Snétberger Ferenc. Második napján Karácsony János lépett színpadra, majd Presser Gábor és az Amadinda Együttes következett. 5-én Giuseppe Verdi Rigolettója volt látható – Gildát Rost Andrea énekelte. Ugyancsak Snétberger Ferenc szerepelt, de már triójával 6-án. A záróesemény 7-én ismét egy dupla koncert volt: Gerendás Péter és Sztevanovity Zorán főszereplésével.

## 2006
A harmadik Veszprémi Ünnepi Játékokon, augusztus 2-6 között, ismét világhírű művészeket láthatott a közönség. A már ötnapos fesztiválon, a Mozart-év tiszteletére, A varázsfuvola című opera előadásával kezdték meg az eseménysorozatot, a Nemzeti Filharmonikusok, a Nemzeti Énekkar, Kocsis Zoltán és Miklósa Erika közreműködésével.
Az ünnepi játékok harmadik estéjén Joey DeFrancesco, a világ legjobb Hammond-orgonásaként jegyzett muzsikus[forrás?] először lépett fel zenekarával Magyarországon, augusztus 4-én pedig Paco de Lucía flamenco gitárestjét élvezhette a közönség. A tíz Grammy-díjas New York-i The Manhattan Transfer együttes szving és dzsessz koncertet adott augusztus 5-én. A 2006. évi rendezvényt a szopránénekes Barbara Hendricks és a svéd Magnus Lindgren Quartett dzsesszműsora zárta.

## 2013.
Paco de Lucia flamenco gitáros vendégszereplése.